# Jardim 9 de Abril
O Jardim 9 de Abril, Jardim das Albertas ou Jardim da Rocha do Conde de Óbidos, é um jardim de acesso público permanente na freguesia da Estrela (Lisboa), (na antiga freguesia dos Prazeres (Lisboa)), em Lisboa, e dele faz parte o Miradouro da Rocha do Conde de Óbidos que tem uma vista ampla sobre o rio Tejo.
O nome Jardim das Albertas derivou do facto do jardim se situar na cerca do antigo Convento das Albertas (freiras Carmelitas). O nome porque também foi conhecido de Jardim da Rocha do Conde de óbidos derivou do jardim ter sido implantado na colina rochosa com aquele nome. A designação oficial actual de 9 de Abril é por sua vez uma homenagem às tropas portuguesas que participaram na I Guerra Mundial e que a 9 de Abril de 1918 sofreram o embate de uma grande ofensiva do exército alemão sobre as linhas aliadas, incidindo todo o esforço inicial sobre o sector português, tendo sido o início da chamada Batalha de La Lys (nome do rio que banha a região).
No Jardim existe um Memorial de homenagem a José António Marques, fundador da Cruz Vermelha Portuguesa cuja sede se encontra instalada num edifício histórico próximo.
Existe também uma Placa de homenagem ao poeta Teixeira de Pascoaes, de iniciativa da CML, com a incrição de três versos seus: 
"Ser alegre é ser luz. Rir é florir.
 Cravos na infância, rosas pequeninas,
São sorrisos de amor que estão a abrir."
O Museu Nacional de Arte Antiga, onde estava o referido mosteiro das Albertas, e o Palácio dos Condes de Óbidos são os imóveis de maior interesse junto deste Jardim.